# San Antonio, Uvalde and Gulf Railroad
 (janvier 2022).
Le San Antonio, Uvalde and Gulf Railroad (SAU&G) était un chemin de fer américain de classe I en activité dans le Texas. Il apparut en 1912 à la suite du changement de nom du Crystal City and Uvalde Railroad. En 1925, il fut racheté par le New Orleans, Texas and Mexico Railroad, filiale du Missouri Pacific Railroad (MoPac). Il disparut en 1956 à la suite de sa fusion dans le MoPac.

## Les origines
La compagnie fut créée le 19 avril 1909 sous le nom de Crystal City and Uvalde Railroad. Entre 1909 et 1911, le Crystal City & Uvalde acheva la construction 193 km de voies permettant de relier Uvalde à Carrizo Springs et Crystal City à Fowlerton dans le Comté de La Salle. La compagnie se rebaptisa San Antonio, Uvalde & Gulf Railroad le 4 avril 1912, et planifia de relier San Antonio et Corpus Christi. Le siège social était installé à Crystal City, et la compagnie disposait d'un capital de 230 000 dollars. Le  premier conseil d'administration était constitué par J. E. Franklin, M. E. Leming, A. R. Byrd, E. J. Buckingham, A. R. Ponder, E. R. Byrd, et William Byrd, Jr. Le 19 novembre 1912, la compagnie acheva les 126 km de ligne entre Fowlerton, Pleasanton et San Antonio. Quant aux 188 km de voies entre Pleasanton Junction et Corpus Cristi, ils furent ouverts progressivement entre le 30 janvier 1913 et le 28 février 1914. Cependant ces extensions ne renforcèrent pas la compagnie; elle fut placée sous redressement judiciaire le 14 août 1914. Dans son rapport de 1916, le SAU&G gagnait 247 000 dollars grâce aux voyageurs et 434 000 dollars grâce aux marchandises; de plus son parc comptait 18 locomotives et 184 wagons. 

## Sous le contrôle du MoPac
Le Missouri Pacific Railroad (MoPac) via le New Orleans, Texas and Mexico Railroad (NOT&M) racheta le SAU&G le 1er décembre 1925, lequel put sortir de son redressement judiciaire le 31 décembre. Les nombreuses filiales du NOT&M bien que regroupées sous le nom de Gulf Coast Lines, continuaient leurs activités en toute indépendance. Cependant le 3 mai 1933, le Missouri Pacific et l'ensemble de ses filiales (Gulf Coast Lines et l'International-Great Northern Railroad) fut placé sous redressement judiciaire. Cette période, qui dura 23 ans, fut la plus longue de toute l'histoire des chemins de fer américains. Elle prit fin le 1er mars 1956, lorsque le MoPac se réorganisa en fusionnant les nombreuses compagnies du Gulf Coast Lines (dont le SAU&G) et l'I-GN. En 1934, 42 km de voie furent abandonnés entre Gardendale et Fowlerton. En 1952, le SAU&G communiqua qu'il avait gagné 50 000 dollars grâce aux voyageurs et 3 489 000 dollars grâce aux fret. La majorité du matériel utilisé par le SAU&G provenait des autres filiales texanes du MoPac. À cause de ses initiales, le SAU&G était communément appelé « The Sausage » (« La saucisse »).
Le 22 décembre 1982, l'Union Pacific Railroad reçut l'autorisation de l'ICC pour fusionner le MoPac et le Western Pacific Railroad.

## La ligne de nos jours
Le 15 octobre 1990, le Crystal City Railroad commença l'exploitation des 88,5 km de ligne entre  Gardendale, Crystal City, et Carrizo Springs.

## source
« San Antonio, Uvalde and Gulf Railroad »